# Cultura xinesa
La Cultura xinesa és una de les cultures més antigues del món, originada fa milers d'anys. La cultura predomina en una gran regió geogràfica a l'est d'Àsia i és extremadament diversa i variada, amb costums i tradicions que varien molt entre províncies, ciutats i fins i tot pobles. Els termes "Xina" i la massa geogràfica de "Xina" han anat canviant al llarg dels segles, conegut amb el nom de Gran Qing abans que el nom "Xina" esdevingués habitual en la modernitat.
La civilització xinesa es considera històricament una cultura dominant de l'Àsia oriental. Com que la Xina és una de les primeres civilitzacions antigues, la cultura xinesa exerceix una profunda influència en la filosofia, la virtut, l'etiqueta i les tradicions d'Àsia. Els caràcters xinesos, la ceràmica, l'arquitectura, la música, la dansa, la literatura, les arts marcials, la cuina,les  arts visuals, la filosofia, l'etiqueta empresarial, la religió, la política i la història han tingut influència global, mentre que les seves tradicions i festivals són celebrades, inculcades i practicades per persones d'arreu del món.

## Identitat
Des de la dinastia Qin fins a la dinastia Qing tardana (221 aC - 1840), el govern xinès va dividir els xinesos en quatre classes: terratinents, camperols, artesans i llevat . Els terratinents i camperols constituïen les dues classes principals, mentre que els comerciants i artesans eren recollits en les dues menors. Teòricament, excepte per la posició de l'emperador, res era hereditari.
El grup ètnic majoritari de la Xina, els han, són un grup ètnic i nació d'Àsia oriental. Constitueixen aproximadament el 92% de la població de la Xina, el 95% de Taiwan, el 76% de Singapur, el 23% de Malàisia, i aproximadament el 17% de la població mundial, convertint-los en el grup ètnic més gran del món, amb més d'1.300 milions de persones.
A la Xina moderna, hi ha 56 grups ètnics oficialment definits. Al llarg de la història xinesa, molts grups ètnics no xinesos s'han assimilat amb els xinesos han, conservant o no part de les seves identitats ètniques. Al mateix temps, la majoria xinesa Han ha mantingut diferents tradicions culturals lingüístiques i regionals al llarg dels anys. El terme Zhonghua Minzu (中华民族 / 中華民族)s'ha utilitzat per descriure la noció de nacionalisme xinès en general. Gran part de la identitat tradicional dins de la comunitat té a veure amb la distinció del cognom familiar.

## Regions
Durant els 361 anys de guerra civil després de la dinastia Han (202 aC - 220 dC), hi va haver una restauració parcial del feudalisme, quan famílies riques i poderoses van sorgir amb grans quantitats de terra i un gran nombre de serfs. Van dominar posicions civils i militars importants del govern, fent que les posicions estiguessin disponibles per als membres de les seves pròpies famílies i clans. La dinastia Tang va estendre el sistema d'examen imperial com un intent d'erradicar aquest feudalisme. La cultura xinesa tradicional cobreix grans territoris geogràfics, on cada regió es divideix en diferents subcultures. Cada regió es representa sovint amb tres elements ancestrals. Per exemple, Guangdong està representat pel xenpi chenpi, el gingebre i pel farratge sec. D'altres regions inclouen ciutats antigues com Lin'an (Hangzhou), simbolitzades per la fulla de te, el tronc de bambú, i les nous hickory. Aquestes distincions donen lloc a l'antic proverbi xinès: 十里不同風, 百里不同俗/十里不同風 (la praxi varia en deu li, els costums varien en cent li). Les 31 divisions provincials de la República Popular de la Xina es van agrupar per les seves antigues àrees administratives de 1949 a 1980, que ara es coneixen com a regions tradicionals.

## Estructura social
Des del període dels Tres augustos i cinc emperadors, alguna forma d'emperador xinès ha estat el principal governador. L'emperador (en xinès: 皇帝, en pinyin: Huángdì) de la Xina era el cap de govern i el cap d'estat de la Xina des de la dinastia Qin (any 221 aC), fins a la caiguda de la dinastia Qing el 1911. Els caps de govern anteriors a la dinastia Qin eren denominats wang (王 wáng, "rei"). Abans del primer emperador Qin Shi Huang, els caràcters huang ("rei déu") i di ("rei savi") es van usar separadament i mai consecutivament. Després de la dinastia Han, huangdi es va abreujar huang o di perdent cada un dels caràcters separadament el significat que tenien abans de la dinastia Qin. Des de finals de la dinastia Zhou (1046-256 aC) en endavant, la societat xinesa tradicional es va organitzar en un sistema jerarquitzat de classes socioeconòmiques conegudes com les quatre ocupacions.
No obstant això, aquest sistema no cobria tots els grups socials, mentre que les distincions entre tots els grups es van tornar borroses des de la comercialització de la cultura xinesa durant la dinastia Song (960-1279). L'antiga educació xinesa també té una llarga història; des de la dinastia Sui (581–618 CE) candidats educats es van preparar per als exàmens imperials que van redactar els graduats d'examen al govern com a acadèmics-buròcrates. Això va conduir a la creació d'una meritocràcia, encara que l'èxit només estava disponible per als homes que podien permetre's la preparació de proves. Els exàmens imperials requerien als sol·licitants escriure assajos i demostrar domini dels clàssics confucians. Aquells que van superar el nivell més alt de l'examen es van convertir en erudits oficials d'elit coneguts com jinshi, una posició socioeconòmica molt estimada. Una gran estructura mitològica es va desenvolupar al voltant del tema de la mitologia dels exàmens imperials. Els oficis i l'artesania eren generalment ensenyats per un shifu. La historiadora xinesa Ban Zhao va escriure Lliçons per a dones durant la dinastia Han i va esbossar les quatre virtuts a les quals les dones han de complir, mentre que els estudiosos com Zhu Xi i Cheng Yi s'expandirien sobre això. El matrimoni xinès i les pràctiques sexuals taoistes són alguns dels rituals i costums que es troben a la societat.
Amb l'ascens del poder econòmic i militar europeu a partir de mitjan segle xix, els sistemes no xinesos d'organització social i política van guanyar seguidors a la Xina. Alguns d'aquests reformadors van rebutjar totalment el llegat cultural de la Xina, mentre que altres van tractar de combinar les fortaleses de les cultures xinesa i europea. En essència, la història de la Xina del segle XX és una experimentació amb nous sistemes d'organització social, política i econòmica que permetrien la reintegració de la nació després del col·lapse dinàstic. Durant la reforma econòmica xinesa de 1978, l'estructura social del país va experimentar molts canvis a mesura que la classe obrera va començar a augmentar significativament. A la Xina del segle xxi, l'estructura social depèn més de l'ocupació i l'educació, la qual cosa permet als ciutadans tenir més mobilitat i llibertats socials.

## Valors espirituals

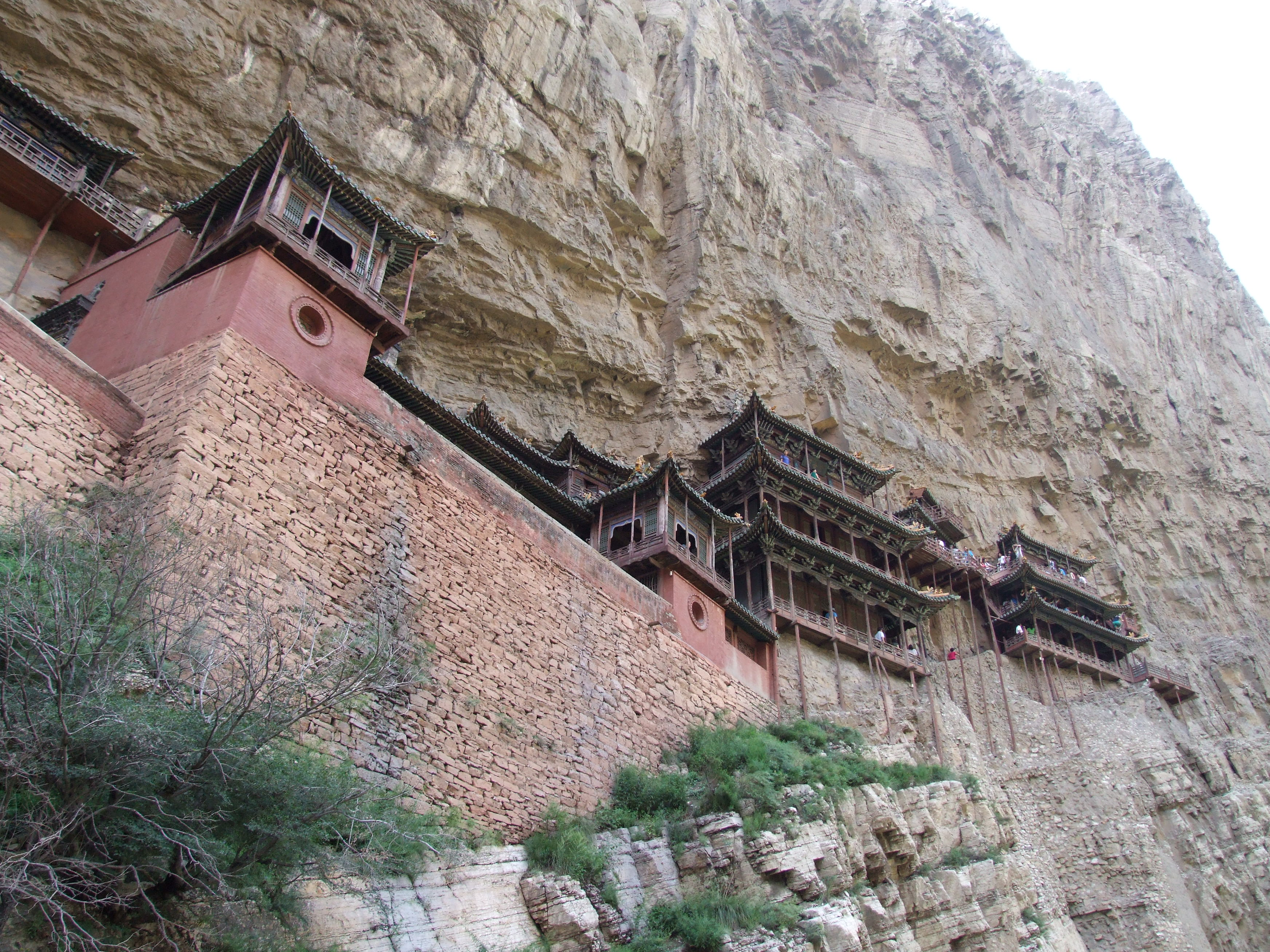
Monestir penjant, un temple amb la combinació de Taoisme, budisme i confucianisme.

La majoria de l'espiritualitat xinesa deriva del budisme xinès, el taoisme i el confucianisme. El tema de quina d'aquestes escoles ha sigut la més influent a la Xina és tema de debat constant. La reencarnació i el concepte de renaixement és un recordatori de la connexió entre la vida real i la vida posterior. En la cultura social i empresarial xinesa, el concepte de guanxi explicita les relacions d'ajuda mútua i poder entre una persona i el seu grup de coneguts, relacionat amb el capital social d'aquell individu. Mentre que moltes deïtats són part de la tradició, algunes de les figures sagrades més reconegudes inclouen Guanyin, l'Emperador de Jade i Buda.
El budisme xinès ha donat forma a la cultura xinesa en una àmplia varietat d'àrees, incloent l'art, la política, la literatura, la filosofia, la medicina i la cultura material. La traducció d'un gran cos d'escriptures budistes índies al xinès i la inclusió d'aquestes traduccions juntament amb altres obres compostes a la Xina en un cànon imprès va tenir implicacions de gran abast per a la difusió del budisme a tota la Xina. El budisme xinès també està marcat per la interacció entre les religions índies, la religió xinesa i el taoisme.

### Religió
La Religió tradicional xinesa originalment estava orientada a adorar al déu suprem Shangdi durant les dinasties Xia i Shang, amb el rei i els endevinadors actuant com a sacerdots i utilitzant ossos oracles. La dinastia Zhou la va orientar a adorar un concepte més ampli del cel. Una gran part de la cultura xinesa es basa en la noció que existeix un món espiritual. Incomptables mètodes d'endevinació han ajudat a respondre preguntes, fins i tot servint com a alternativa a la medicina. Les tradicions populars han ajudat a omplir el buit entre les coses que no es poden explicar. Sovint hi ha una línia borrosa entre mite, religió i fenomen sense explicació. Moltes de les històries s'han convertit en festes tradicionals xineses. Altres conceptes s'han estès més enllà de la mitologia xinesa, convertint-se en símbols espirituals com el déu de la porta (Menshen) i els Lleons de Fu. Juntament amb la creença d'allò sagrat, també hi ha una creença en la maldat. Pràctiques com l'exorcisme taoista lluitant contra el mogwai i el jiangshi amb espases de fusta de préssec són només alguns dels conceptes transmesos entre generacions. Alguns rituals xinesos encara s'utilitzen avui en dia després de milers d'anys de refinament.
El taoisme és un dels tres grans corrents de pensament de la Xina, basat en l'obra atribuïda al savi Laozi i anomenada Daodejing, «El Clàssic del Camí i la seva Virtut». (en xinès: 道家, en pinyin: Dào jiā, «escola del Tao») A partir del segle iii aC, també es va desenvolupar com a religió (道教, Dào jiào), però no es va estructurar veritablement com a tal fins al segle II. Posteriorment, entre d'altres, encara es va mesclar amb elements del confucianisme i del budisme. L'ètica taoista fa èmfasi en les Tres joies del Tao, que són: moderació, compassió i humilitat. Mentre el pensament taoista se centra generalment en la natura, en la relació entre la humanitat i el cosmos (天人 相应), la salut i la longevitat i, també, en el wu wei (acció enfront de la no-acció). L'harmonia amb l'univers, o la font del mateix Tao, és l'objectiu, el referent de moltes directrius i pràctiques taoistes.

### Pensament
El confucianisme va ser la filosofia oficial al llarg de la major part de la història de la Xina imperial, i el domini dels textos confucians era el criteri principal per aconseguir formar part de la burocràcia imperial. Una sèrie d'escoles de pensament més autoritàries també han estat influents, com l'Escola de les lleis o Fajia. Al llarg dels anys es van produir alguns conflictes entre les escoles de pensament. Per exemple, els neoconfucians de la dinastia Song creien que el legalisme de l'Escola de les lleis s'allunyava de l'esperit original del confucianisme. La cultura del mèrit continuen sent molt valorats a la Xina en l'actualitat. En els últims anys, un nombre de nous pensadors han defensat que els ideals democràtics i els drets humans són compatibles amb els valors asiàtics confucians tradicionals.
El confucianisme es descriu com una tradició, una filosofia, una religió, una religió humanista o racional, una forma de governar, o simplement una forma de vida.

### 100 escoles de pensament
Les cent escoles de pensament o zhuzi baijia (en xinès tradicional: 諸子百家, en xinès simplificat: 诸子百家,) va ser un període d'una gran expansió cultural i intel·lectual a la Xina, comprès entre els anys 770 aC i 221 aC, és a dir, durant les èpoques agitades de les Primaveres i tardors i dels Regnes combatents, al final de la dinastia Zhou. També se l'anomena l'edat d'or de filosofia xinesa perquè s'hi van desenvolupar un gran nombre d'idees, moltes de les quals han influït profundament la consciència i el comportament social de tota l'Àsia oriental fins avui dia. Els pensadors d'aquesta època van ser sovint erudits itinerants, que eren contractats per diversos governants estatals com a assessors sobre els mètodes de govern, de guerra i de diplomàcia. Aquest període es va acabar amb l'arribada al poder de la dinastia Qin i la subsegüent purga filosòfica ordenada per l'emperador Qin Shi Huangdi.
D'altra banda, el moïsme (en xinès: 墨家, pinyin: Mòjiā, 'Escola de Mo') fou un corrent del pensament xinès originat per Mozi (volts dels 480 aC - 381 aC) i desenvolupat durant l'època dels "regnes combatents" (476 aC fins al 221 aC), període en què va constituir el principal corrent rival del confucianisme. El moisme defensava l'utilitarisme com a únic patró universal per a garantir un judici just, l'amor igualitari (jian ai) i l'única legitimitat de la guerra defensiva (amb l'objectiu final d'eliminar tota guerra). També deia que els esperits i el destí (ming) castigaven els qui cometien males accions; encoratjava la promoció de les persones amb talent, la conformitat amb els dictats dels superiors i condemnava l'exacerbació de les despeses exagerades.
L'Escola de Naturalistes va ser una filosofia del Període dels Regnes Combatents que va sintetitzar els conceptes de yin-yang i els Cinc Elements; Zou Yan és considerat el fundador d'aquesta escola. La seva teoria va intentar explicar l'univers en termes de forces bàsiques en la natura: els agents complementaris del yin (fosc, fred, femení, negatiu) i yang (llum, calent, masculí, positiu) i els Cinc Elements o Cinc Fases (aigua, foc, fusta, metall i terra).

## Llengües
L'antic estàndard escrit era el xinès clàssic. Va ser utilitzat durant milers d'anys, i era utilitzat principalment per estudiosos i intel·lectuals que formaven la classe superior de la societat anomenada shi da fu (士大夫). La cal·ligrafia es va començar a comercialitzar més endavant, i les obres d'artistes famosos es van convertir en possessions apreciades. La literatura xinesa té una llarga tradició; l'obra clàssica més antiga en xinès, el Yijing o Llibre dels canvis data del voltant de l'any 1000 aC. Durant Període dels Regnes Combatents es van produir obres notables com les Analectes de Confuci i el Tao te ching de Laozi. Les històries dinàstiques sovint van ser documentades en diverses obres, com els registres seminals del Gran Historiador de Sima Qian, escrits des del 109 aC al 91 aC. La dinastia Tang va ser testimoni d'una renaixença poètica, mentre que les Quatre grans novel·les clàssiques de la literatura xinesa van ser escrites durant les dinasties Ming i Qing. La impremta en forma de peces mòbils es va desenvolupar durant la dinastia Song, segles abans que a Occident. Es van crear Acadèmies d'estudiosos (patrocinades per l'Emperador) amb l'objectiu de comentar els textos clàssics. La reialesa també va participar freqüentment en aquestes discussions.
Els filòsofs, escriptors i poetes xinesos van ser molt respectats i van exercir un paper clau en la preservació i promoció de la cultura de l'imperi.

### Varietats del xinès
A principis del segle XX la majoria de la població xinesa encara era analfabeta, i les moltes llengües mútuament inintel·ligibles parlades (mandarí, wu, yue (cantonès), min nan (ban-lam-gu), jin, xiang, hakka, gan, hui, ping, etc.) en diferents regions van impedir la comunicació amb persones d'altres àrees. No obstant això, el llenguatge escrit va mantenir la comunicació oberta i va aprovar les ordres i documents oficials a tota la regió de la Xina. Els reformistes van establir una llengua nacional, establint-se en el mandarí basat a Pequín com a forma parlada. Després del Moviment del Quatre de Maig, el xinès clàssic va ser reemplaçat ràpidament pel xinès vernacle escrit, seguint el vocabulari i la gramàtica de la llengua parlada estàndard.

## Cal·ligrafia
La cal·ligrafia xinesa és l'escriptura de caràcters xinesos com una forma d'art, combinant purament l'art visual i la interpretació del significat literari. Aquest tipus d'expressió s'ha practicat àmpliament a la Xina i s'ha mantingut en gran estima a tota l'Àsia oriental. La cal·ligrafia és considerada una de les quatre habilitats més destacades dels funcionaris lletrats, juntament amb la interpretació d'instruments musicals de corda, el joc de taula "go", i la pintura. Hi ha algunes estandarditzacions generals dels diversos estils de cal·ligrafia. Segons Stanley-Baker, "La cal·ligrafia és una vida pura experimentada a través de l'energia en moviment que es registra com a traces en seda o paper, amb temps i ritme en l'espai de desplaçament dels seus principals elements." La cal·ligrafia també ha portat al desenvolupament de moltes formes d'art a la Xina, incloent-hi la talla de foca, els pesos de paper ornamentats i les tintes.

## Literatura

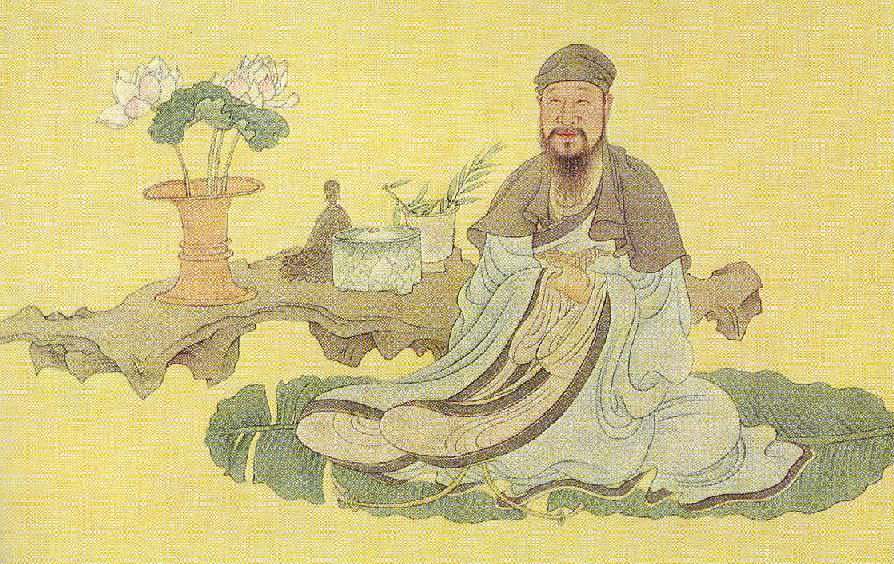
Bai Juyi (772-846), un famós poeta i home d'estat de l'època de la dinastia Tang

La literatura xinesa té una història que remunta a milers d'anys i pren un lloc a part dins de la història universal, a causa del culte xinès abocat a l'escriptura i al caràcter únic dels ideogrames xinesos, que provenen dels ritus endevinatoris i es diferencien radicalment dels sistemes fonètics utilitzats en la majoria de les altres llengües. Es pot considerar que aquesta literatura va aparèixer quan els caràcters xinesos van deixar la seva vocació original per constituir-se en caràcters utilitzables independentment, segurament abans del 2000 aC. Els primers escrits tenien tanmateix una rigidesa canònica i una vocació filosòfica que de vegades posa problema amb la noció occidental de "literatura". D'altra banda, durant segles, la literatura xinesa va ser no només una reflexió sobre la societat i la vida, sinó que també tenia un fort contingut polític; molts literats eren alts funcionaris o filòsofs que estudiaven i proposaven noves formes de govern.
Des dels arxius oficials dinàstics més antics que es conserven fins al segle xvii, es calcula que s'havien produït a la Xina més texts escrits que a tota la resta del món. La difusió de la tècnica de la impressió xilogràfica durant la dinastia Tang (618-907) i la invenció de la impremta de tipus mòbils per Bi Sheng (990-1051) durant la dinastia Song (960-1279) va permetre una propagació sense precedents del coneixement escrit per tot el país.
La literatura xinesa ha influït de forma extraordinària la literatura de països propers, especialment el Japó i Corea, i algunes obres han esdevingut molt populars arreu del món i es reediten constantment, com per exemple el Dao De Jing o L'Art de la guerra.
La literatura contemporània xinesa compta amb dos guanyadors del Premi Nobel de Literatura: Gao Xingjian (2000) i Mo Yan (2012).

## Moda
La moda xinesa descriu tant el tradicional hanfu com les variacions modernes de vestimenta xinesa indígena, tal com es registra als artefactes i les arts tradicionals de la cultura xinesa. La moda xinesa ha estat modelada a través de les seves tradicions dinàstiques, així com a través d'influències estrangeres. La moda xinesa mostra les sensibilitats tradicionals de la cultura xinesa i forma una de les principals facetes culturals de la civilització xinesa.
La història de la moda xinesa abasta centenars d'anys amb alguns dels arranjaments més colorits i diversos. Les diferents classes socials en diferents èpoques presumeixen de diferents tendències de moda. Per exemple, el color groc es reservava normalment per a l'emperador durant l'era imperial xinesa.